# Gà so đầu nâu hạt dẻ
Arborophila cambodiana là một loài chim trong họ Phasianidae.